# Dankovci
Dankovci este o localitate din comuna Puconci, Slovenia, cu o populație de 148 de locuitori.